# Kosuke Kitajima
Kosuke Kitajima (n. 22 septembrie 1982, Tokyo⁠(d), Tōkyō, Japonia) este un înotător japonez, medaliat olimpic. A participat la 4 ediții ale Jocurilor Olimpice (2000, 2004, 2008, 2012) în care a câștigat 4 medalii de aur, o medalie de argint și două medalii de bronz.